# Ger Baris
Gerrit Willem (Ger) Baris (Schiedam, 12 december 1930 - Leerdam, 28 december 2018) was een Nederlands politicus van de CHU en later het CDA.
Hij heeft in Schiedam mulo gedaan en gewerkt voor de gemeenten Schiedam, Rijswijk, Amstelveen en Utrecht. In november 1969 werd Baris benoemd tot burgemeester van Hummelo en Keppel en in februari 1978 volgde zijn benoeming tot burgemeester van Geldermalsen. In juli 1993 kwam na bijna 24 jaar een einde aan zijn burgemeesterscarrière. Later was hij woonachtig in Herwijnen en eind 2018 overleed hij op 88-jarige leeftijd.